# Anachrostis fulvicilia
Anachrostis fulvicilia är en fjärilsart som beskrevs av George Francis Hampson 1926. Anachrostis fulvicilia ingår i släktet Anachrostis och familjen nattflyn. Inga underarter finns listade i Catalogue of Life.